# Taeniopteryx araneoides
Taeniopteryx araneoides är en bäcksländeart som beskrevs av František Klapálek 1902. Taeniopteryx araneoides ingår i släktet Taeniopteryx och familjen vingbandbäcksländor. Inga underarter finns listade i Catalogue of Life.